# Пригревиця
Пригревиця (серб. Пригревица) — селище в Сербії, належить до общини Апатин Західно-Бацького округу автономного краю Воєводина.

## Населення
Населення селища становить 4781 осіб (2002, перепис), з них:
- серби — 4.569 — 95,56%
- хорвати — 50 — 1,04%,
- угорці — 21 — 0,43%
- югослави — 29 — 0,60%,

живуть також роми, югослави, німці, мусульмани і навіть кілька русинів-українців.